# Ábrahám Márta
Ábrahám Márta (Vác, 1971 –) magyar hegedűművész, kamarazenész és Bach-kutató. Az Ábrahám Consort régizene-együttes koncertmestere és művészeti vezetője. A Budapesti Liszt Ferenc Zeneművészeti Egyetem tanára, 2013 óta tudományos fokozat DLA, egyetemi adjunktus, 2019 óta habilitált oktató.

## Tanulmányai
Első hegedűóráit édesanyjától kapta hatéves korában. Tanulmányait a váci Bartók Béla Zeneiskolában, majd tízéves korától a budapesti Bartók Béla Zeneművészeti Szakközépiskolában folytatta, Sós Natasa osztályában. A Zeneakadémián Kovács Dénes és Rados Ferenc növendékeként szerezte Cum Laude diplomáját, 1996-ban. Ruggiero Ricci amerikai olasz hegedűművész meghívására két évig ösztöndíjjal tanult a salzburgi Mozarteum ban. 1992 és 1994 között a londoni Guildhall School of Music and Drama diákjaként David Takeno Archiválva 2017. október 18-i dátummal a Wayback Machine-ben hegedűprofesszornál tanult.
Olyan világhírű művészek mesterkurzusain szerepelt, mint Elisabeth Gilels, Nathan Milstein, Pauk György, Fenyves Loránd, Kurtág György, Zsigmondy Dénes és Vlagyimir Tyeodorovics Szpivakov.

## Részvétele versenyeken
1984 és 1994 között az összes magyarországi hegedűversenyen első díjat nyert. Számos különdíjat és elismerést kapott nemzetközi versenyeken is.
- 1984 –  1. díj   Koncz János Országos Hegedűverseny, Szombathely
- 1987 –  1. díj   Koncz János Országos Hegedűverseny, Szombathely
- 1991 –  1. díj   Flesch Károly Országos Hegedűverseny, Mosonmagyaróvár
- 1993 –  4. díj   Yehudi Menuhin International Competition for Young Violinists, Egyesült Királyság
- 1994 –  1. díj   Hubay Jenő Országos Hegedűverseny, Budapest
- 1994 –  1. díj   Zathureczky Ede Emlékverseny, Budapest (emellett elnyerte Zathureczky Ede Giovanni Battista Rogeri olasz mesterhangszerének négyéves használati jogát)

## Koncertmesterként
2005 és 2009 között a Magyar Rádió Szimfonikus Zenekarának első koncertmestere volt, két évig a hollandiai Amszterdam Szimfonikus Zenekar koncertmestere. Rendszeresen hívják olyan világhírű zenekarok és együttesek élére vendég-koncertmesternek, mint a Rotterdam Filharmonikus Zenekar, Holland Filharmonikus Zenekar, Szöuli Filharmonikus Zenekar, vagy a City of Birmingham Szimfonikus Zenekar. Évekig vezette a Concerto Armonico korhű hangszereken játszó kamarazenekart. Munkáját 2014-ben Gramofon díjjal ismerték el.
2009-ben Schweigert György nagybőgőművésszel megalapította az Ábrahám Consort korhű hangszereken játszó régizene-együttest, amelynek koncertmestere és művészeti vezetője is egyben.

## Szólistaként
Magyarország és a nemzetközi zenei élet vezető karmestereivel koncertezik szólistaként. Olyan kiváló művészek társaságában lépett pódiumra, mint Yehudi Menuhin, Kobajasi Kenicsiró, Kocsis Zoltán, Vásáry Tamás, Helmuth Rilling, Sakari Oramo és Fischer Ádám. Számtalan rádió- és lemezfelvételt készített, többek között lemezre vette Viski János ritkán játszott hegedűversenyét.
Kamarazenészként is rendkívül aktív, állandó meghívottja hazai és nemzetközi fesztiváloknak. Jelentős koncerttermek ünnepelt szólistája, koncertfelkérései az Amsterdam Concertgebouw, Berlin Philharmonie, Brüsszel Palais de Beaux-Arts-ba vezetnek, többek között partnere volt Bogányi Gergely, Vásáry Tamás, Szilasi Alex, Nagy Péter, Enrico Dindo és Yaron Rosenthal.
Fellépett a London Filharmonikus Zenekar ral, a Rotterdam Filharmonikus Zenekar ral, a Holland Rádió Zenekar ával, a Belga Rádió Zenekarával, a Magyar Rádió Szimfonikus Zenekarával, a European Sinfoniettával, a Liszt Ferenc Kamarazenekarral, a MÁV Szimfonikus Zenekarral és a Budapesti Vonósokkal Archiválva 2017. október 18-i dátummal a Wayback Machine-ben.

## Oktatói tevékenysége
2005-től a budapesti Liszt Ferenc Zeneművészeti Egyetem tanára, 2013-ban megszerezte a DLA-fokozatot. A hegedű főtárgy mellett „J. S. Bach hegedűfúgák és a Ciaccona elemzés” tantárgyat is tanít Dukay Barnabással együtt a Zeneakadémián. 2011-ben Tóth Marianna zongoraművésszel létrehozták a „Zebegényi Szólista Műhely” hegedű-kamarazene mesterkurzust, amelyet minden év júniusában megrendeznek. Rendszeresen zsűrizik nemzetközi versenyeken és tart mesterkurzusokat, többek között Magyarországon, Kínában, az USA-ban, Hollandiában és Izraelben.

## Bach-kutatás
Dukay Barnabás zeneszerzővel együtt 2012 óta elmélyülten foglalkoznak Johann Sebastian Bach zenéjével. Figyelmük elsősorban a hegedűművekre, azon belül is a partiták és szólószonáták kutatására, elemzésére irányul. Munkájuk hiánypótló nemcsak hazai, de nemzetközi viszonylatban is. E témakörben több ízben tartottak előadást, prezentációt a Zeneakadémián, a FUGA-ban, az Építészeti Kamarában és a Jerusalem Academy of Music and Dance-ben. A Dukay Barnabással 2017-ben közösen megjelentetett könyv és CD, Részletek az örökkévalóságból, Johann Sebastian Bach nevezetes hegedű Chaconne-jának részletese elemzése, amely a világon elsőként közli a mű szerkezetében elrejtett időkódot.

## Publikációk
- Dukay-Ábrahám: Részletek az örökkévalóságból (könyv) "Az idő és a jellem tisztulása, a szeretet kiteljesedése, együttműködés az Égi Akarattal Johann Sebastian Bach hegedű-Ciaccona-jában"; Budapest, BioBach-Music, 2017
- Dukay-Ábrahám: Excerpts from eternity (könyv) "The purification of time and character, the fulfilment of love, cooperation with the Celestial Will in Johann Sebastian Bach's Ciaccona for Violin"; Budapest, BioBach-Music, 2017
- Johann Sebastian Bach: Ciaccona BWV 1004 (kottatekercs) Dukay-Ábrahám, Budapest, BioBach-Music, 2017

The Complete Special Edition of Bach’s Fugues for Solo Violin:
- Johann Sebastian Bach: Fugue in C major for Solo Violin BWV 1005 "Pentecost" Volume I., Ábrahám-Dukay, 2020
- Johann Sebastian Bach: Fugue in G minor for Solo Violin BWV 1001 "Christmas" Volume II., Ábrahám-Dukay, 2021
- Johann Sebastian Bach: Fugue in A minor for Solo Violin BWV 1003 "Holy Week" Volume III., Ábrahám-Dukay, 2023
- Johann Sebastian Bach: Fugue in G minor BWV 1001 (poszter) Ábrahám-Dukay, 2023

- Ábrahám Márta: Chaconne-kézikönyv (I-II.) "Útmutató Johann Sebastian Bach d-moll partita (BWV 1004) Chaconne tételének elméleti és gyakorlati tanulmányozásához BioBach-Music, 2023"
- Márta Ábrahám: Chaconne Handbook (I-II) "A Theoretical and Practical guide to the Chaconne from Johann Sebastian Bach`s Partita in d-minor BWV 1004" Budapest, BioBach-Music 2023

## Diszkográfiája
- Sibelius, Ysaÿe, Kurtág, Sarasate: Előadási darabok, Rode Pomp
- Bartók Béla: 1. Szonáta VRT/ Radio3, Rode Pomp
- Dirk Brossé: Black, White and in Between, Londoni Filharmonikus Zenekar, PHILIPS
- Balassa Sándor: Hegedűverseny Op. 3. Magyar Rádió Szimfonikus Zenekara, Hungaroton
- Luigi Boccherini: Kamarazene Ittzés Gergellyel, Hungaroton
- Viski János: Hegedűverseny, Magyar Rádió Szimfonikus Zenekara
- Johann Sebastian Bach: d-moll Partita (BWV 1004) BioBach-Music